# Archie Williams
Archie Williams (Estados Unidos, 1 de mayo de 1915-24 de junio de 1993) fue un atleta estadounidense, especialista en la prueba de 400 m en la que llegó a ser campeón olímpico en 1936.

## Carrera deportiva
En los JJ. OO. de Berlín 1936 ganó la medalla de oro en los 400 metros, corriéndolos en un tiempo de 46.5 segundos, llegando a meta por delante del británico Godfrey Brown y de su compatriota el también estadounidense James LuValle (bronce con 46.8 s).